# Anselme Titiama Sanou
Anselme Titianma Sanou ou Anselme Titianma Sanon, né en septembre 1937 à Bobo-Dioulasso au Burkina Faso, est un archevêque émérite de Bobo-Dioulasso admis à la retraite en 2010. Il est l’ancien président de la Caristas Afrique.

## Biographie
Anselme Titiama Sanou fait des études en théologie. Il est ordonné prêtre dans les années 1960. Pendant plusieurs années, il est responsable des services religieux dans la ville de Bobo-Dioulasso.
Anselme Titiama Sanou est un homme religieux très attaché à la tradition africaine. Souhaitant préserver la paix et la cohésion sociale, l’archevêque émérite prône pour les traditions et la culture en Afrique, garants de ses valeurs humaines. Dans cette quête de paix, il est l’un des premiers acteurs de l’instauration de la journée nationale du pardon, au Burkina Faso. Cette journée était célébrée chaque 30 mars jusqu’à la chute du régime de Blaise Compaoré en 2014.

## Ouvrages
- 1982 : Enraciner l'Evangile[5], initiations africaines
- 2020 : Présence au présent[6],[7],[8],[9]